# Societat Torre de Guaita de Bíblies i Tractats
La Societat Torre de Guaita de Bíblies i Tractats (Watch Tower Bible and Tract Society) és una societat bíblica i editorial, legalment establerta sense ànim de lucre, fundada l'any 1881. Des de l'any 2017 aquesta societat disposa de la seu central a Warwick (Comtat d'Orange, Nova York), a més de sucursals i impremtes en molts altres països. A hores d'ara, ha publicat 220 milions de exemplars de la bíblia i 40 mil milions de publicacions bíbliques en més de 1000 idiomes que es poden descarregar gratis al seu web, segons dades de l'any 2020. Des de fa molts anys és el web més traduït.
A banda de la seva traducció de la Bíblia, la New World Translation of the Holy Scriptures (Traducció del Nou Món de les Santes Escriptures), publica pamflets, manuals i revistes, com ara The Watchtower (La Torre de Guaita) i Awake! (Desperta't), per donar a conèixer la seva interpretació del missatge bíblic mitjançant una extensa predicació.
La Societat Torre de Guaita ha publicat en català un gran nombre de llibres, revistes, vídeos i pamflets. La seva web està íntegrament en català, des d'on es poden llegir o descarregar les seves publicacions. També ha fet una traducció en català de les Escriptures Gregues (Nou Testament). Per altra banda, és propietària d'un canal digital en línia i d'una aplicació per a dispositius electrònics.

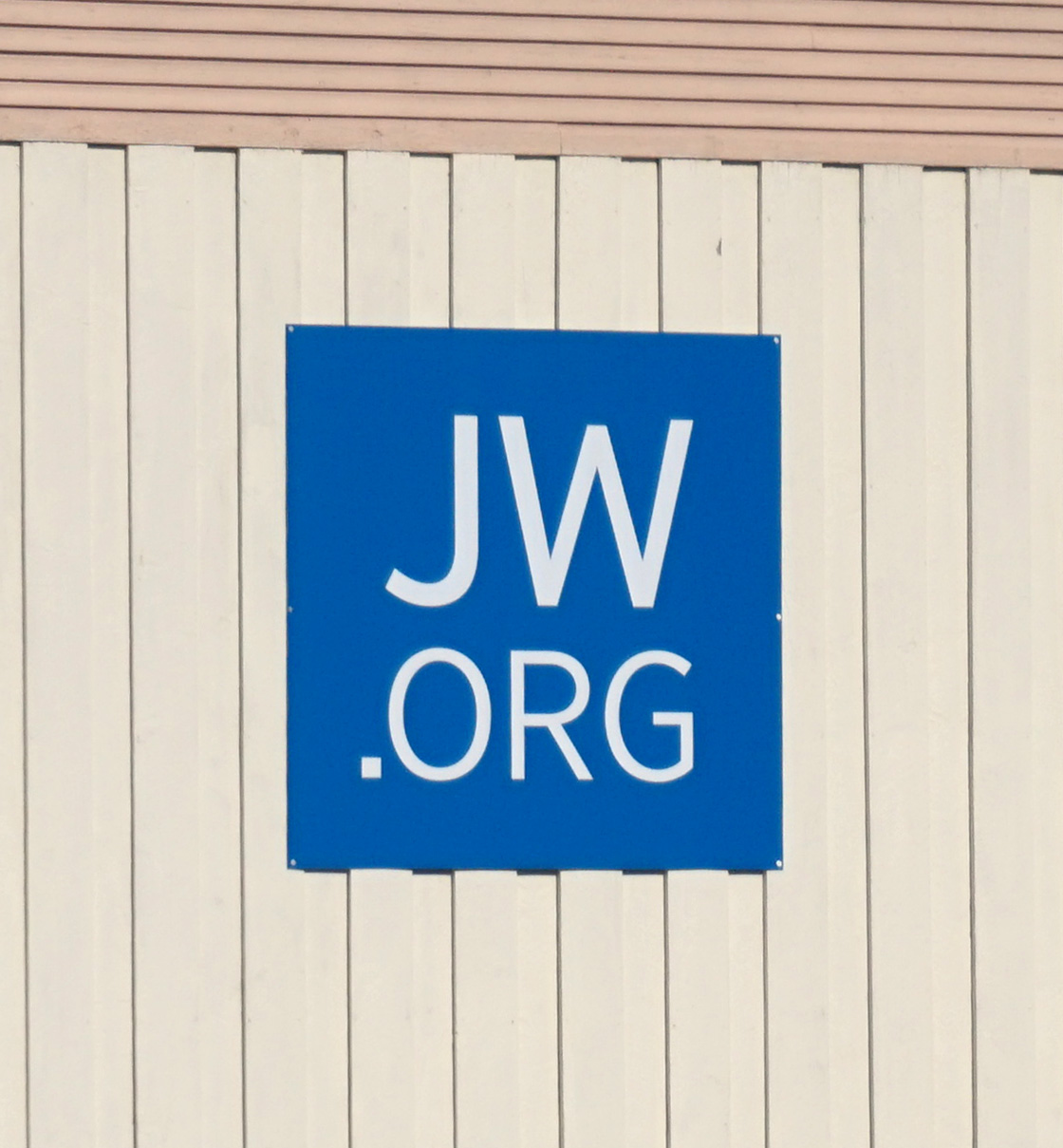
Logo de la web dels Testimonis de Jehovà

## Presidents de la Societat Torre de Guaita
| Nom                        | Cognom            | Defunció          | Començament       | Fi                |
| -------------------------- | ----------------- | ----------------- | ----------------- | ----------------- |
| Charles Taze Russell       | Febrer 16, 1852   | Octubre 31, 1916  | Desembre 15, 1884 | Octubre 31, 1916  |
| Joseph Franklin Rutherford | Novembre 8, 1869  | Gener 8, 1942     | Gener 6, 1917     | Gener 8, 1942     |
| Nathan Homer Knorr         | Abril 23, 1905    | Juny 8, 1977      | Gener 13, 1942    | Juny 8, 1977      |
| Frederick William Franz    | Setembre 12, 1893 | Desembre 22, 1992 | Juny 22, 1977     | Desembre 22, 1992 |
| Milton George Henschel     | Agost 9, 1920     | Març 22, 2003     | Desembre 30, 1992 | Octubre 7, 2000   |
| Don Alden Adams            | 1925              | –                 | Octubre 7, 2000   | 2014              |
| Robert Ciranko             | ?                 | –                 | 2014              | Actual            |

## Noms Legals del passat
- Zion's Watch Tower Tract Society (1884-1896)
- Watch Tower Bible and Tract Society (1896-1955)
- Watch Tower Bible and Tract Society of Pennsylvania (des de 1955)[2]

## Ingressos

Logo de la Societat Torre de Guaita.

Fins a la dècada dels 90, la literatura dels Testimonis de Jehovà es venia a tot el món a preu de cost. Des de llavors se'n distribueix de franc i només s'accepten contribucions voluntàries. La societat Torre de Guaita quan era a Brooklyn, (Nova York) va ser el 2001 una de les 40 empreses que van generar més ingressos a la ciutat. Aquests fons, que provenen de donacions voluntàries, s'utilitzen en la producció de literatura, finançament de viatges missioners, despeses de viatge i vehicles, construcció i manteniment dels Sales del Regne i Sales de Congressos, finançament de les seves eines digitals i de operatius de ajuda humanitària davant de desastres naturals. Gairebé tots els ingressos corresponen a donacions dels propis membres.

## Llibres i revistes

### Vós podeu viure eternament a la Terra que esdevindrà un Paradís
Vós podeu viure eternament a la Terra que esdevindrà un Paradís és un llibre d'estudi publicat el 1968 i reeditat (en edició revisada) el 1982 per la Societat Torre de Guaita de Bíblies i Tractats, l'organització empresarial que dirigeix els Testimonis de Jehovà. El 1990 se'n va publicar l'edició en català. Va ser escrit per Frederick William Franz, el quart president de la Societat. Va ser usat pels Testimonis de Jehovà per a la captació d'adeptes i com a manual d'estudi en les seves reunions a domicili. L'edició del 1990 del Llibre Guinness de Rècords el va incloure com un dels llibres amb un nombre més alt d'impressions. Segons el Llibre Guinness, al maig del 1987 s'havia arribat a 106.486.735 còpies en 116 idiomes. En 1995 va ser substituït pel llibre Knowledge that leads to everlasting life (El coneixement que porta a vida eterna). Actualment no es fan servir cap del dos perquè han estat substituïts pel llibre Què és el que realment ensenya la Bíblia.

### Què és el que realment ensenya la Bíblia?
Què és el que realment ensenya la Bíblia? és el nom d'un llibre publicat per la Societat Torre de Guaita de Bíblies i Tractats l'any 2005. El llançament del producte es va fer a la cloenda del discurs del mateix nom presentat durant el programa dels congressos regionals dels Testimonis de Jehovà Obediència a Déu, realitzada en diversos països durant el 2005 i el 2006. És utilitzat actualment pels Testimonis de Jehovà per du a terme els seus cursos bíblics gratuïts.

### La Torre de Guaita i Desperta’t!
Les revistes La Torre de Guaita i Desperta’t! estàn considerades les publicacions més distribuïdes i traduïdes del món amb una tirada actual de 83 milions i 78 milions d'exemplars mensuals respectivament. La primera és tradueix en 343 idiomes i la segona en 208. Surten cada mes i és distribueixen o bé de porta en porta o bé mitjançant els expositors públics a peu de carrer, normalment que utilitzen en zones urbanes molt transitades.

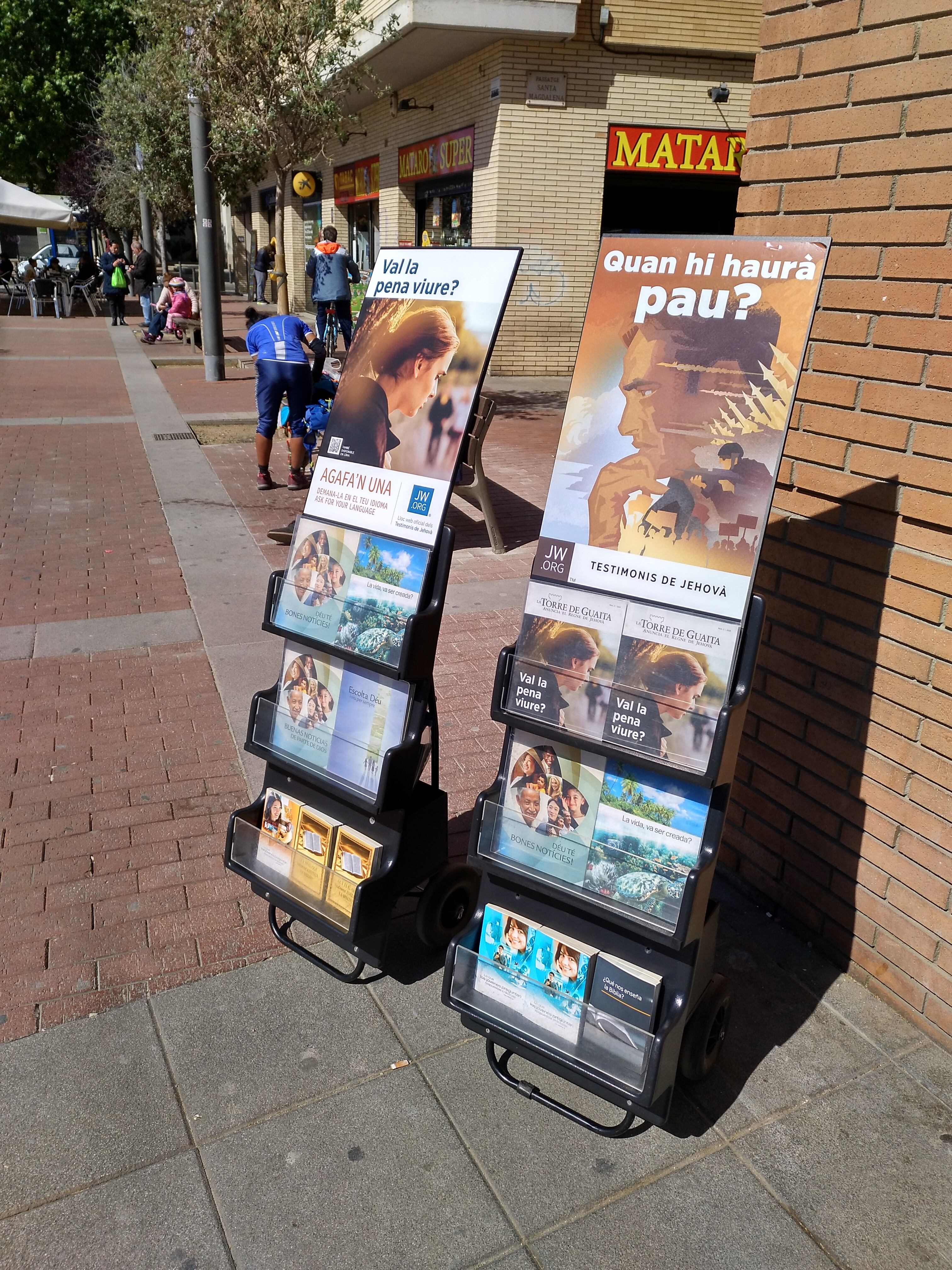
Expositors mòbils dels Testimonis de Jehovà en llengua catalana